# Jaqueline Tyrwhitt
Mary Jaqueline "Jacky" Tyrwhitt (Pretoria, Sudáfrica, 25 de mayo de 1905 – Paiania, Grecia, 21 de febrero de 1983) fue una urbanista, periodista, editora y educadora británica.  Se situó en el centro de la red internacional de teóricas y teóricos y practicantes que perfilaron el Movimiento Moderno de posguerra en diseño comunitario descentralizado, arquitectura residencial y reforma social.

## Educación y vida: primeros años
Mary Jacqueline Tyrwhitt nació en Pretoria, Sudáfrica, en la familia formada por Jaqueline Frances Otter y Thomas Tyrwhitt.  En Pretoria su padre era arquitecto en el Departamento de Obras Públicas, donde diseñó edificios públicos como parte de la labor de reconstrucción tras la Guerra Bóer (1899-1902). Tras dos años destinado en Pretoria, se trasladó con toda su familia a Hampstead, en el norte de Londres. En 1918 Jaqueline obtuvo una beca para ingresar en la Escuela Femenina de St. Paul en Hammersmith. Se preparó para el examen general de la Real Sociedad de Horticultura y lo aprobó con altas calificaciones en marzo de 1924.  En septiembre del año siguiente, junto con otras siete mujeres y veintidós hombres, formó parte de la primera promoción de la Asociación Arquitectónica (AA), que por entonces todavía seguía los principios y métodos tradicionales de las Bellas Artes.  A mediados de 1926 comenzó a trabajar para una pequeña empresa de "arquitectos de jardín" en su barrio de Londres y se matriculó también en un curso nocturno en la Escuela de Economía de Londres.

## Trabajo y desarrollo profesional en el periodo de entreguerras
Tyrwhitt pasó los primeros nueve meses de 1937 estudiando planificación urbanística y poblamiento rural en la Escuela Técnica Superior de Berlín. Al reflexionar años después sobre lo vivido en Berlín, Tyrwhitt declaró que había querido experimentar lo que suponía vivir bajo un régimen totalitario, para estudiar los primeros esquemas de planificación urbana creados por los urbanistas nacionalsocialistas.  Allí  estudió con Gottfried Feder, quien pretendía aplicar la doctrina antiurbana nazi denominada Blut und Boden (Sangre y Tierra), que abogaba por la desaparición de la metrópoli mediante la absorción de la población urbana por los núcleos rurales de los alrededores. Construida sobre el modelo de la ciudad-jardín inglesa, esta doctrina proponía la redistribución de la población alemana en pequeñas ciudades de un máximo de 20.000 habitantes.  Promovía también un poblamiento nazi ideal basado en un óvalo, con un núcleo cívico centrado en un patrón de calle radial y viviendas construidas mediante artes tradicionales y oficios técnicos en un estilo vernáculo popular.  Esta estrategia sirvió como medio para preservar patrones de poblamiento histórico y germanizar el paisaje y los pueblos de áreas ocupadas.

## Segunda Guerra Mundial y posguerra
Durante la Segunda Guerra Mundial Tyrwhitt fue Directora de Investigación y Directora de Estudios en la Escuela de Planificación e Investigación para el Desarrollo Regional, donde trabajó durante siete años. Al principio, en 1941, trabajó a las órdenes de Lord Reith en la Asociación para la Planificación y la Reconstrucción Regional. Trabajó con, entre otros, Anthony Pott, Anne Radford Wheeler, Alison Milne, Bunty Voluntades, Peter Saxl, y Lady Eve Balfour. 
En 1950 fue profesora en la Universidad de Toronto, donde colaboró en un programa de licenciatura en urbanismo y planificación regional. En 1951 dejó Inglaterra para establecerse en Canadá, donde colaboró en un programa universitario de urbanismo y planificación regional. Durante los siguientes 18 años trabajó para la Escuela de Estudios Universitarios de Toronto, para Naciones Unidas en India (1953–54), y más tarde, en la Universidad de Harvard. Se retiró de Harvard en 1969, y se mudó a Grecia, donde fue nombrada editora de la revista Ekistics, cuyo editor, el arquitecto Constantine Doxiadis, era amigo suyo.

### Publicaciones
- Jaqueline Tyrwhitt (ed.), Patrick Geddes in India, London, Lund Humphries, 1947, OCLC 352855
- Jaqueline Tyrwhitt and Gwen Bell (eds.), Human Identity in the Urban Environment, London, Pelican Books, 1971, ISBN 978-0140213645
- Mary Jaqueline Tyrwhitt, Making a Garden on a Greek Hillside, Limni, Denise Harvey & Co., 1998, ISBN 978-9607120144
- Jaqueline Tyrwhitt, Society and Environment: A Historical Review, London, Routledge, 2015, ISBN 978-0415706599

## Muerte
Tyrwhitt murió en su casa de Paiania, Grecia, a los 77 años, el 21 de febrero de 1983.